# El Ámbar, La Concordia
El Ámbar är en ort i Mexiko.   Den ligger i kommunen La Concordia och delstaten Chiapas, i den sydöstra delen av landet, 800 km sydost om huvudstaden Mexico City. El Ámbar ligger 561 meter över havet och antalet invånare är 2 592.
Terrängen runt El Ámbar är kuperad österut, men västerut är den platt. Runt El Ámbar är det glesbefolkat, med 19 invånare per kvadratkilometer. El Ámbar är det största samhället i trakten. I omgivningarna runt El Ámbar växer huvudsakligen savannskog.